# Junkers 2–3
Die normalspurigen Dampflokomotiven Junkers 2–3 wurden von der Lokomotiv- und Waggonbaufabrik Krupp in Essen für die Junkers Werke gebaut.
Nach dem Zweiten Weltkrieg kamen sie zur Dessau-Wörlitzer Eisenbahn und wurden bei der Deutschen Reichsbahn verwendet. Dort wurden sie abgestellt und verschrottet.

## Geschichte und Einsatz
Ab 1924 fertigte die Lokomotiv- und Waggonbaufabrik Krupp zahlreiche Tenderlokomotiven vorrangig für Werkbahnen des Ruhrgebietes. Nachdem Krupp die Lokomotivabteilung der Aktiengesellschaft für Lokomotivbau Hohenzollern übernommen hatte, entwickelte sie auf Basis des Hohenzollern Typ Borbeck eine C-gekuppelte Lokomotive vom Krupp Typ Hannibal. Bis zum Zweiten Weltkrieg wurden 24 Lokomotiven, die wahlweise als Nassdampf- bzw. als Heißdampf-Lokomotiven ausgeführt waren, gebaut; weitere folgten nach dem Krieg.

### Junkers 2–3
Zwei diesem Typ ähnliche Lokomotiven wurden 1936 und 1937 an die Junkers Werke geliefert und dort als Junkers 2 und Junkers 3 bezeichnet. In einer privaten Datenübersicht sind diese beiden Lokomotiven dem Hannibal-Typ zugeordnet, sie besaßen aber größeren Achsstand, geringeres Dienstgewicht, geringeren Kesseldruck sowie geringere Vorräte an Betriebsstoffen.

### DWE 10–11
Nach dem Zweiten Weltkrieg wurden die Lokomotiven von der Dessau-Wörlitzer Eisenbahn als DWE 10 und DWE 11 übernommen. Über Einsätze der DWE 10 gibt es keine Angaben. Die DWE 11 wurde 1950 als Kriegsschadlok bezeichnet und so von der Deutschen Reichsbahn (DR) übernommen.

### DR 89 6407–6408
Die DWE 11 erhielt 1950 bei der DR die Bezeichnung 89 6407. Sie wurde nicht mehr instand gesetzt und 1954 als Schadlok an die Hafenbahn Dessau Wallwitzhafen abgegeben. Der weitere Verbleib der Lokomotive ist nicht bekannt.
1950 erhielt die DWE 10 bei der DR die Bezeichnung 89 6408. Die Lokomotive soll bei 17 verschiedenen Bahnbetriebswerken beheimatet gewesen sein. Sie versah auf diese Weise bis 1963 ihren Dienst, zuletzt beim Bahnbetriebswerk Halle P. 1965 wurde sie im Reichsbahnausbesserungswerk „Ernst Thälmann“ Halle (Saale) verschrottet.

## Technik
Der Rahmen wurde als Blechrahmen hergestellt. Die Nassdampf-Maschine arbeitete mit einer Heusinger-Steuerung auf die 2. Kuppelachse.
Eine besondere Gestaltungsform hatte die Verkleidung zwischen Dampf- und Sanddom. Pro Triebwerksseite waren vier Sandfallrohre vorhanden. Es wurden jeweils das erste und zweite Rad in Fahrtrichtung von vorn gesandet. Für die Braunkohlefeuerung besaßen sie einen hohen Bretteraufsatz auf dem Kohlenkasten.